# Oskar Terning
Carl Oskar Terning, född 21 februari 1882 i Fåglums socken, död 28 februari 1963 i Stockholm, var en svensk frikyrkoman och författare.
Oskar Terning var son till hemmansägaren Anders Petter Terning och Carolina Lejon. Han deltog efter avslutad folkskola i lantbruksarbetet hos fadern. 1901–1904 var han i Frälsningsarméns tjänst, och genomgick bland annat Svenska missionsförbundets missionsskola på Lidingö 1906–1908 samt studerade metodik och pedagogik vid folkskoleseminariet i Linköping 1908–1909 och bedrev språkstudier i London 1909 som förberedelse för lärarverksamhet i missionens tjänst. Terning stationerades i Jingzhou i Kina 1909 men återvände till Sverige på grund av sjukdom 1911, var lärare bland annat vid Svenska missionsförbundets missionsskola på Lidingö 1915–1918 var redaktör för Dala-Tidningen i Falun 1918–1919. 1919–1921 var Terning föreståndare för Norska missionsförbundets missionsskola i Lysaker, verkade som studiesekreterare i Svenska missionsförbundets ungdomsförbund, var initiativtagare till och föreståndare för dess korrespondensinstitut 1921–1929 och var bokförlagsredaktör inom missionsförbundet 1929–1947. Som skönlitterär författare kom Terning främst att i folklivsskildringar behandla sociala problem ur religiöst-etisk synvinkel. Sin speciella form fann han i religiöst betonade debattinlägg inom novellistisk ram och mot historisk bakgrund. Terning skrev även en rad levnadsteckningar för ungdom. Bland hans senare utgivna skildringar av det religiösa livet i Sverige märks Vägen över sal fyra (1949) och Ingvar från Åsledet (1951).